# Teresa Serrano
Teresa Serrano (Ciudad de México, 1936) es una artista visual mexicana cuyo trabajo aborda temáticas vinculadas con la violencia de género, la subjetividad femenina y problemáticas sociales actuales como la migración y la ecología, a partir de obra artística en diversos medios, de carácter conceptual y simbólico, más que retórico. Incursiona en la pintura, el dibujo, la escultura, el video, el performance y la instalación; se trata de una artista cuyo trabajo no se define por medio de un estilo o técnica sino por un proceso vital y conceptual, que se manifiesta en una secuencia de posicionamientos estéticos y políticos por medio de su obra. La reflexión sobre y desde su experiencia como mujer una parte central de este proceso, que se refleja en su trabajo desde una convicción independiente, que la aparta de las categorías y los movimientos con los que convencionalmente se narra la historia del arte mexicano contemporáneo. Inició su carrera de artista a los 37 años. Está considerada como una de las mejores y más importantes artistas latinoamericanas. Aunque Serrano ha desarrollado su trabajo particularmente en Nueva York, este se alimenta de la situación de México, no solo de hechos propios del país, sino de la condición de mexicanos en el extranjero y en particular de la situación de la mujer en ambientes laborales, familiares o sociales.

## Formación y trayectoria
Nacida en la Ciudad de México en 1936, inicia su carrera artística en una etapa madura de su vida, en 1975, cuando sus seis hijos ya habían crecido. "Me sentía como un guante en la mano de mi esposo. Y empezaron los problemas, porque empecé a querer yo ser yo y él a no dejarme ser yo" explica Serrano en 2015. Empezó a pintar con unas amigas en "una escuelita de señora de sociedad". Lo tomó muy en serio, explica, invirtiendo muchas horas y buscando mayor formación en el ámbito de la pintura, La artista realizó sus estudios en el Taller de Arte de Dolores de la Barra en 1978, en el Taller de Xavier Arévalo en 1980 y en el Taller de José Feher en 1982 año en que se divorció y decidió trasladarse sola a Nueva York, donde acudió como oyente a la universidad para escuchar a artistas y curadores. Se hizo amiga de poetas que le orientaron en lecturas. "Empecé a aprender y me hice artista" explica sobre su trayectoria personal. Fue aprendiendo en Nueva York donde le impactó fuertemente la diversidad de tendencias artísticas contemporáneas en el medio, incluyendo manifestaciones de performance e instalación, y se puso a investigar y estudiar para actualizar sus conocimientos sobre el arte de su tiempo. A partir de ese momento, su vida transcurre en un ir y venir entre México y los Estados Unidos, y su obra entra en diálogo con el arte de los dos ámbitos.
Serrano empezó pintando, cuando llegó a Nueva York hizo escultura. Posteriormente empezó a trabajar en vídeo, algo que desde pequeña le había resultado atractivo y que había cultivado con frecuentes visitas desde los 14 años a los estudios Churubusco y conoció a todos los directores de la época y aprendió a filmar. Su primer trabajo fue en 1997 sobre migración y memoria. También se ocupó de los derechos de las mujeres. "Tuve problemas en mi vida y los conozco y empecé a tocar esta parte" - explicó en 2016 en Madrid en la presentación de su obra en la Casa de América.  En 2016-17 se plantea el tema del narcotráfico y los problemas a los que se enfrenta México.

## Obra
En la pintura y arte-objeto que Serrano produce entre 1990 y 1994, emerge la politización de lo personal, ya que maneja flores y vasijas como sustitutos metafóricos del cuerpo, y la inscripción de frases y enunciados poéticos en la superficie pictórica expresa la subjetivación del entorno natural y doméstico. Su trabajo de este periodo puede relacionarse con las estrategias que manejan Magali Lara, Louise Bourgeois y Judy Chicago, al crear una simbología alterna a las asociaciones tradicionales con las flores en el arte occidental; ejemplo de ello son un dibujo a carbón, tinta y acrílico sobre cartón de 1993, Me quieres, no me quieres, y objetos como El amor es colorado I (1993) en malla de alambre, pasta y acrílico, y Let It Ripen (1991) de jabón y encaje, donde el deseo femenino asume una potencialidad subversiva.
En los años subsecuentes, Serrano produce esculturas creadas con petos, armaduras suaves y habitables que denomina "ríos" y "montañas", y esculturas-objeto como Cordón umbilical (1993) de aluminio, cerámica y espejo, e Innerself (1995) de acero inoxidable, espejo y encaje, transgrediendo la pureza de la escultura minimalista al utilizar formas abstractas en función de referentes corpóreos, en diálogo con figuras como Helen Escobedo y Marta Palau en México, y de Eva Hesse y Louise Bourgeois en Estados Unidos.
Asimismo, en sus trabajos de video y cine, Serrano plasma una crítica a la violencia que vivimos desde adentro y desde afuera. En la serie de cortos titulada Mía (1998-1999) aborda el tema del acoso sexual, convirtiendo una popular canción de Armando Manzanero en una siniestra alusión a la persistencia de una dinámica de posesión y dominio en las interacciones cotidianas entre hombres y mujeres.  A Room of Her Own (2003-2004) trata el tema del miedo, empleando el lenguaje del film noir y retomando el título del ensayo celebrado de Virginia Woolf sobre la creación femenina. La violencia psicológica presente en la cotidianeidad de la clase media-alta de México, y en especial entre mujeres, es el enfoque de Restraint (2006), un video a partir de un performance de la propia artista. En el video Wonder Woman (2006), se introduce un tono más lúdico; la protagonista—una mujer en busca de la perfección--vuela por los cielos de Nueva York, gozando de su libertad, hasta que de repente pierde equilibrio y se desploma. En cambio La piñata (2003), en un despliegue más directa de violencia, convierte la inocencia aparente del pasatiempo infantil de romper a golpes con un palo una figura de cartonería, en una alegoría del feminicidio y en particular los feminicidios en Ciudad Juárez. Asimismo, el video The Glass Ceiling (2008) recrea en una narrativa simbólica la continuada dificultad, conocida como techo de cristal, para que la mujer acceda en términos igualitarios a los espacios de trabajo y sedes de poder, representados aquí por un imponente edificio de oficinas de estilo posmoderno.
Serrano también incorpora en su trabajo un manejo irónico del lenguaje, materializándolo como objeto plástico, y a menudo ofreciendo a su público la posibilidad de accionar las palabras, contraviniendo la cautela con la que las mujeres en muchas ocasiones nos asociamos con las palabras y el acto de tomar la voz en público. Un ejemplo de esto es la obra Siempre/Nunca en la fachada de la Sala de Arte Público Siqueiros, donde la dicotomía se presenta manufacturada en cera como velas y se derrite, poniendo en jaque la rigidez ideológica y posibilitando todo lo que está en medio de esos polos.

## Exposiciones
Ha expuesto en numerosas capitales europeas y ha participado en bienales de arte como la de La Habana, en Cuba, y la de Johannesburgo, en Sudáfrica. También ha expuesto en el Museo Nacional Centro de Arte Reina Sofía en Madrid y en el Museo de Arte Moderno de Buenos Aires.
En marzo de 2015 se celebró su primera exposición retrospectiva en México, exhibida en el Museo Amparo, de Puebla, con la curaduría de Berta Sichel, en la que reunió un centenar de piezas –dibujo, pintura, fotografía, video, objeto e instalación– enfocadas en temas como género, migración y violencia sexual. La retrospectiva propuso un recorrido desde sus trabajos iniciales en la década de los 70, con dibujos al carbón de sus hijos como ejercicios preparatorios, hasta una serie de videos a manera de registro de sus acciones, vinculadas a temas como el feminicidio en Ciudad Juárez o las trabas laborales para ascender de puesto a las mujeres en empresas trasnacionales.
En 2017 su obra se incluye en la exposición colectiva Feminicidio en México ¡Ya basta!  presentada en el Museo Memoria y Tolerancia de Ciudad de México con obras de otros artistas como Mayra Martell o Teresa Margolles.

### Exposiciones individuales (Selección)
2024
- Teresa Serrano. Mírame, te veré de vuelta. Museo de Arte Contemporáneo de Monterrey, con la curaduría de Brenda Fernández Villanueva.

2022
- Gritos, susurros y guiños. Teresa Serrano. Museo Universitario del Chopo, Ciudad de México. Curaduría de Karen Cordero Reiman

2015
- Retrospectiva. Museo Amparo, Puebla

2014
- Teresa Serrano. Albur de amor. Artium, Centro-Museo Vasco de Arte Contemporáneo, Vitoria.

2013
- Teresa Serrano. Albur de amor. TEA Tenerife Espacio de las Artes, Santa Cruz de Tenerife.
- Museo Amparo, Puebla, México.
- Museo Marco de Monterrey, México.

2012
- Teresa Serrano - Albur de amor. Centro Atlántico de Arte Moderno (CAAM), Las Palmas de Gran Canaria.

2010
- SIEMPRE / NUNCA. Sala de Arte Público Siqueiros - SAPS, Mexico City.
- Sin Llegar a Ser Palabra, Recent Work. |EDS| GALERIA, México City.

2002
- Garden of Eden, Sculpture. Nina Menocal Galería, México City.
- Formas der violencia. Teresa Serrano. Laboratorio Arte Alameda, Mexico City.
- Dissolving a Memory of Home. John Michael Kohler Arts Center Sheboygan, Wisconsin.

2000
- Teresa Serrano presenta "Mía". Telenovela.

1998
- Espejo ovular (Ovular Mirror). Galería Nina Menocal, México City.

1997
- Siempre el pasto del vecino es más verde. Museo de Arte Moderno de Buenos Aires.

1996
- La montaña, el río y las piedras. Sculpture and Drawing. Galería Ramis Barquet, Monterrey, México

1994
- Teresa Serrano. Sculpture. Annina Nosei Gallery, Nueva York.

1993
- Teresa Serrano - Flores concretas. Galería de Arte Mexicano, México D.F.
- Teresa Serrano - Esculturas. Galería Ramis Barquet, Monterrey, México.

1990
- Rituals. Anne Plumb Gallery, New York.

1991
- Ramis 91. Galería Ramis Barquet, Monterrey, México.
- New painting. Wenger Gallery, Los Ángeles, California.

1989
- Ofrendas. Obra reciente. Galería de Arte Mexicano, México D.F.

### Exposiciones colectivas (Selección)
2017
- Feminicidio en México ¡Ya Basta! Museo Memoria y Tolerancia. Ciudad de México

2013
- The Emo Show - EFA Project Space. The Elizabeth Foundation for the Art, New York City.
- superreal: alternative realities in photography and video. El Museo del Barrio, New York City.

2012
- El elogio de la locura. Fundación Chirivella Soriano - Palau Joan de Valeriola, Valencia.
- Mujeres Artists En La Coleccion Marco. Museo de Arte Contemporáneo de Monterrey MARCO, Monterrey, NL.
- In-Out-House. Circuitos de género y violencia en la era tecnológica. Universidad Politécnica de Valencia, Valencia (España).
- Imágenes extremas de mujeres a través de la combatividad y de la Resistencia. Centro Cultural El Matadero de Madrid, España

2011
- UNRESOLVED CIRCUMSTANCES: VIDEO ART FROM LATIN AMERICA. MOLAA, Museum of Latin American Art, California.
- ARTE VIDEO NIGHT # 3 RESISTANCE. La Cinèmathéque de Toulouse, La Gaite Lyrique Paris.
- Meridianos Daros Latinamerica Performance. Oi Futuro Flamengo, Rio de Janeiro, Brasil.

2010
- Description, image and works of art ShadowDance. Kunsthal KAdE, Amersfoort, The Netherlands.
- Description, image and works of art. Pristine Galerie, Monterrey, NL.
- Ese oscuro objeto del deseo. Pristine Galerie, Monterrey, NL.
- NI UNA MAS (Not One More): The Juarez Murders. Leonard Pearlstein Gallery at Drexel University, Philadelphia, PA..
- CONTRAVIOLENCIAS Practicas artísticas contra la agresión a la mujer. KM Kulturunea. Erakustaretoa, Donostia-San Sebastián, Guipúzcoa.
- Drawing the Line.  EDS Galería, Ciudad de México.

2009
- Hecho en Casa. Museo de Arte Moderno de México City, Ciudad de México.
- LINGUA FRANCA.1. Puerto de las Artes. Ciclo de Arte y Creación Contemporánea de Huelva. Museo de Huelva, España.
- Constellations: The First Beijing 798 Biennale. Beijing 798 Biennale, Beijing.
- TEXT-WORKS / CON-TEXTO. EDS Galería, Mexico City.
- A Room of Her Own. Arte Video Night TV show, Paris France Centre Pompidou, Paris.
- FOR YOU. The Daros-Latinamerica Tapes & Video Installations. Zurich, Switzerland.

2008
- Turn and Widen. Seoul Museum of Art (SeMA), Seoul.
- Stories of Human Rights by Filmmakers, Artisan writers.
- Istanbul Film Festival.
- Jerusalem International Film Festival.
- Sarajevo Film Festival.
- 61st Festival Internationazionale del Film Locarno.

2007
- Mulher, Mulheres. SESC, São Paulo.
- „Mädels" . Galerie Gabriele Rivet, Cologne.

2006
- 1. Bienal de Canarias. Bienal de Canarias, Las Palmas de Gran Canaria.
- Frontera 450+. Station Museum of Contemporary Art, Houston, TX.
- En las fronteras / In borderlines. Museo Extremeño e Iberoamericano de Arte Contemporáneo MEIAC, Badajoz.
- Mädels. Galerie Gabriele Rivet, Cologne.
- Cárcel de amor. Fundación Luis Seoane, La Coruña.
- La performance expandida. Sala de Arte Puerta Nueva, Universidad de Córdoba, España.
- Critics Select '06. SICA - The Shore Institute Of The Contemporary Arts, Long Branch, NJ.

2005
- La costilla maldita. Centro Atlántico de Arte Moderno (CAAM), Las Palmas de Gran Canaria..
- DOMUS ARTIUM 2002. BARROCO Y NEOBARROCO. Salamanca, España.
- Cárcel de amor. Museo Nacional Centro de Arte Reina Sofía, Madrid, España.

2004
- My Mother, the Nazi. The Artist Network, New York City, NY.
- Black & White.Thematische Ausstellung. Galerie Gabriele Rivet, Cologne.
- NYIIFF, A Room of Her Own. The East Cinema Village, screen 6, New York, NY
- LA Film Festival, A Room of Her Own.
- National Fairmont Cinema, Los Ángeles.
- 1.er Festival de Mujeres Mexicanas en el Cine y la Televisión Cineteca Nacional, México D.F.

2003
- Limes - Periferia. Magyar Muhely Galéria, Budapest.

2002
- Sugar and Spcie and Everything Nice. Nikolai Fine Art, New York City, NY.
- Coartadas / Alibis. Witte de With Center for Contemporary Art, Rotterdam.
- Formen der Gewalt. Galerie Gabriele Rivet, Cologne.
- Alibis / coartadas. Institut du Mexique à Paris, Paris.
- Demonstration Room: Ideal House. Gallery 400 - University of Illinois at Chicago, Chicago, IL..
- Video-Zone. The 1st International video-art biennale in Israel. Center for Contemporary Art, Tel Aviv, Israel.

1998
- Barro de América. Biennale del Barro, Caracas, Venezuela.
- Biennale of Art, Havana, Cuba.
- Biennale of Art, Johannesburg, South Africa.

1997
- VI Bienal de La Habana. La Bienal de La Habana, Havana.

1996
- Bajo el volcán. Exconvento de la Natividad, Tepoztlan, Morelos, México.
- Inklusion: Exklusion, Art in the Age of Post-Colonialism and Global Migration.

1994
- It’s How You Play The Game. Exit Art, New York City (closed, 2012).

1992
- Uncommon Ground 23 Latin American Artists.